# Chemin de fer d'Albi à Valence-d'Albigeois
La ligne d'Albi à Valence-d'Albigeois est une ancienne ligne de chemin de fer secondaire du groupe nord des Chemins de fer départementaux du Tarn.

## Histoire
La ligne est mise en service le 11 avril 1906 entre la gare d'Albi-Orléans et Valence-d'Albigeois (nouvelle section).